# Разъём F
F разъёмы — коаксиальные РЧ разъёмы. Используются для подключения всех составляющих элементов телевизионного оборудования, которые не требуют пайки. Такие разъёмы имеют различные диаметры и на их поверхности нанесено разное количество бороздок. Диаметр F коннектора (или разъёма) должен подходить к диаметру кабеля. Для обычных кабелей RG-59, RG-6, SAT-50, SAT-703, РК-75  внешним диаметром 6-7 мм используются F разъёмы с гайкой под ключ 11 мм. Разъёмы для магистральных кабелей RG-11 имеют больший диаметр. Существуют различные монтажные клещи, обеспечивающие правильную и надёжную опрессовку разъёмов на кабель.

## История
Разъём F был изобретен Эриком Э. Уинстоном в начале 1950-х годов, когда он работал совместно с Jerrold Electronics над разработкой кабельного телевидения. В 1970 — е годы разъём стал использоваться для УКВ, а позже УВЧ.
Входит в IEC 60169, «Радиочастотные соединители», часть 24.

## Описание

#### Защита от атмосферных воздействий
Разъем F не защищен от атмосферных воздействий. Ни резьбой, ни стыком между корпусом охватываемого разъема и уплотнением невыпадающей гайки. Однако штекерные разъемы обычно дополняются уплотнительным кольцом (около 7 мм) внутри накидной гайки. Это герметизирует стыковочные поверхности обоих разъемов, обеспечивая хорошую гидроизоляцию центрального проводника.

#### Преимущества
- Легкодоступны
- Лёгкость монтажа
- Специальный инструмент не нужен
- Помехозащищённость